# Hydraena porchi
Hydraena porchi är en skalbaggsart som beskrevs av Perkins 2007. Hydraena porchi ingår i släktet Hydraena och familjen vattenbrynsbaggar. Inga underarter finns listade i Catalogue of Life.